# Liste kurdischer Ortsnamen in der Türkei/S–Z
| Offizieller Name      | Kurdischer Name             | Objekt              | Landkreis  | Provinz       | Hintergründe zu den Namen |
| --------------------- | --------------------------- | ------------------- | ---------- | ------------- | --- |
| Sabırtaşı             | Horor                       | Dorf                | Kiğı       | Bingöl        | Der ursprüngliche Name lautet Harur. Dieser ist spätestens seit dem 16. Jahrhundert für diese Ortschaft nachgewiesen und auch im Grundbuch verzeichnet |
| Sakaören              | Şakaveran                   | Dorf                | Karlıova   | Bingöl        | Der Name Şakaveran ist beim Katasteramt als ursprünglicher Name der Siedlung registriert. |
| Salkımlı              | Niziran                     | Dorf                | Yüksekova  | Hakkâri       | Der frühere Name lautet Niziran oder Nizran. Die Form Nizran ist beim Katasteramt registriert. |
| Samsat                | Semîsad                     | Stadt und Landkreis | Samsat     | Adıyaman      | Der Name geht zurück auf das antike Samosata. |
| Urfa                  | Riha                        | Stadt und Provinz   | -          | Şanlıurfa     | Die Araber nannten die Stadt al-Ruhā oder al-Ruhāʾ. Der Name Urfa ist erst nach der türkischen Eroberung Anatoliens nachweisbar. Die Herleitung von Ur in Chaldäa oder dem babylonischen Erech oder Uruk sind unseriös. Den Zusatz Şanlıurfa (ruhmreiches Urfa) erhielt die Stadt für ihre Rolle im Befreiungskrieg. |
| Sarıkamış             | Sarîqamîş, Qamuşan          | Stadt und Landkreis | Sarıkamış  | Kars          | |
| Sarıkaya              | Hildeh                      | Dorf                | Midyat     | Mardin        | |
| Sarıköy               | Sarê                        | Dorf                | Midyat     | Mardin        | |
| Sarıköy               | Ester                       | Dorf                | İdil       | Şırnak        | Weitere Ortsnamen sind Sare und Gawayto. |
| Sarıkuşak             | Şaruk, Şarug                | Dorf                | Karlıova   | Bingöl        | Der ursprüngliche Name lautet Şarük. Dieser Name ist beim Katasteramt registriert. |
| Sarıtosun             | Coneg                       | Dorf                | Yayladere, | Bingöl        | Der ursprüngliche Name lautete Cönek. Die einheimische Bevölkerung verwendet den historischen Namen als „Coneg“ oder „Conag“. Der Name wurde in der Form „Cönek“ ins Grundbuch aufgenommen. |
| Sarıyayla             | Civarik                     | Dorf                | Nazımiye   | Tunceli       | Civarik ist der ursprüngliche Ortsname. Die Umbenennung zu Sarıyayla („Gelbe Sommerweide“) erfolgte nach 1960. |
| Sason                 | Qabilcewz                   | Stadt und Landkreis | Sason      | Batman        | |
| Satıcılar             | Bezirgan                    | Dorf                | Diyadin    | Ağrı          | Der ursprüngliche Name von Satıcılar (türk. Verkäufer) lautet Bezirgân. Dieser Name ist kurdischer oder persischer Herkunft und bedeutet in beiden Sprachen „Händler“. Die Umbenennung erfolgte nach 1945. Die Volkszählung von 1945 führt das Dorf noch in der Form Bezirgan auf. Der Name Bezirgan ist beim Katasteramt registriert. |
| Savur                 | Stewr                       | Stadt und Landkreis | Savur      | Mardin        | |
| Şemdinli              | Şemzînan                    | Stadt und Landkreis | Şemdinli   | Hakkâri       | Der heutige türkische Name ist die türkisierte Form des ursprünglichen Namens Shamdīnān. |
| Şenkaya               | Bardîz                      | Stadt und Landkreis | Şenkaya    | Erzurum       | Die Umbenennung von Bardiz zu Şenkaya erfolgte nach 1966. Das Ministerium für dörfliche Angelegenheiten listete damals Ortschaft und Landkreis unter dem alten Namen Bardiz auf. |
| Şenköy                | Epşê                        | Ortschaft           | Midyat     | Mardin        | |
| Şenyurt               | Dirbêsî                     | Kleinstadt          | Kızıltepe  | Mardin        | Şenyurt unmittelbar gegenüber liegt auf syrischer Seite die Kleinstadt ad-Darbasiyya (arabisch الدرباسية). Der ursprüngliche Name von Şenyurt lautet ebenfalls Derbesiye. Die Umbenennung erfolgte nach 1960. |
| Serindere             | Şişemzin                    | Dorf                | Yüksekova  | Hakkâri       | Der Name der Ortschaft Serindere bedeutet kühler Bach. Der Name Şişemzin ist beim Katasteramt registriert. |
| Serpmekaya            | Alpîran                     | Dorf                | Karlıova   | Bingöl        | Der Name Alpiran ist beim Katasteramt als ursprünglicher Name registriert. |
| Siirt                 | Sêrt                        | Stadt und Provinz   | -          | Siirt         | |
| Silopi                | Silopiya                    | Stadt und Landkreis | Silopi     | Şırnak        | |
| Silvan                | Farqîn, Silîvan, Meyafarqîn | Stadt und Landkreis | Silvan     | Diyarbakır    | Der kurdische Name Meyafarqin ist arabischen Ursprungs und bedeutet „Das Wasser Farqins“ (Miyah Farqin). |
| Şirvan                | Şêrwan, Kufre               | Stadt und Landkreis | Şirvan     | Siirt         | |
| Sivas                 | Sêwas                       | Stadt und Provinz   | -          | Sivas         | |
| Siverek               | Siwêrek, Sêwrege            | Stadt und Landkreis | Siverek    | Şanlıurfa     | |
| Sivrice               | Xûx oder Xox                | Stadt und Landkreis | Sivrice    | Elazığ        | |
| Sırmaçek              | Kejikan, Kejkan             | Dorf                | Kiğı       | Bingöl        | Der ursprüngliche Name der Siedlung lautet Kijikan. Dieser ist auch im Grundbuch verzeichnet. |
| Şırnak                | Şirnex                      | Stadt und Provinz   | -          | Şırnak        | |
| Soğukpınar            | Gamişan                     | Dorf                | Karlıova   | Bingöl        | Der Name Gamişan ist als ursprünglicher Name beim Katasteramt registriert. |
| Solhan                | Bongilan                    | Stadt und Landkreis | Solhan     | Bingöl        | |
| Söğütlü               | Kindêrîb                    | Ortschaft           | Midyat     | Mardin        | |
| Suçatı                | Gerran                      | Dorf                | Karlıova   | Bingöl        | Der Name Gerran ist der ursprüngliche Ortsname. |
| Suvarlı               | Sîvârlı / Siwarî            | Dorf                | Besni      | Adiyaman      | |
| Sudurağı              | Azizan                      | Dorf                | Karlıova   | Bingöl        | Der Name Azizan ist der ursprüngliche Name der Ortschaft. Er wird weiterhin von den Bewohnern verwendet und ist beim Katasteramt registriert. |
| Sürenkök              | Kori                        | Dorf                | Diyadin    | Ağrı          | Der Name Kori ist der ursprüngliche Name. Dieser ist als solcher auch im Grundbuch verzeichnet. |
| Sürmelikoç            | Çemêzêynê                   | Dorf                | Yayladere  | Bingöl        | Der ursprüngliche Name lautete Çemizeyni. Der Name ist auch im Grundbuch verzeichnet. Die Umbenennung zum heutigen Namen erfolgte 1967. |
| Sürmelikoç            | Soran                       | Dorf                | Diyadin    | Ağrı          | Der ursprüngliche Name von Sürmelikoç lautet Soran. Die Umbenennung erfolgte nach 1945. Die Volkszählung von 1945 führt das Dorf noch in der Form Soran auf. Der Name Soran ist beim Katasteramt registriert. |
| Suruç                 | Pîrsûs                      | Stadt und Landkreis | Suruç      | Şanlıurfa     | |
| Susuz                 | Cilawûz                     | Stadt und Landkreis | Susuz      | Kars          | |
| Suüstü                | Şakitan                     | Dorf                | Yüksekova  | Hakkâri       | Suüstü bedeutet Oberwasser. Der kurdische Name Şakitan ist beim Katasteramt registriert. |
| Taşbasamak            | Mirzecan                    | Dorf                | Diyadin    | Ağrı          | Der ursprüngliche Name von Taşbasamak (türk. Steinstufe) lautet Mirzecan. Dieser Name ist beim Katasteramt registriert. |
| Taşgedik              | Kafsenor                    | Dorf                | Ömerli     | Mardin        | |
| Taşlıçay              | Avkevir                     | Stadt und Landkreis | Taşlıçay   | Ağrı          | |
| Tatvan                | Tetwan, Tûx                 | Stadt und Landkreis | Tatvan     | Bitlis        | |
| Tekbaş                | Dizvaz                      | Dorf                | Kiğı       | Bingöl        | Die Ortschaft wurde bereits in osmanischen Dokumenten des 16. Jahrhunderts unter dem Namen Diz Vars geführt. Die Form Dizvaz ist auch im Grundbuch verzeichnet |
| Tekman                | Tatos                       | Stadt und Landkreis | Tekman     | Erzurum       | |
| Tillo                 | Tillo                       | Stadt und Landkreis | Tillo      | Siirt         | Zwischen 1964 und 2013 hieß der Ort Aydınlar. Die Bedeutung des Namens Tillo ist wohl semitisch und bedeutet die Heiligen, was sie auf die vielen Heiligengräber der Gegend bezieht. |
| Tokluca               | Cewzê                       | Dorf                | Savur      | Mardin        | |
| Toklular              | Tokliyan, Toxlan            | Dorf                | Karlıova   | Bingöl        | Toklular ist die türkisierte Form des früheren Namens Tokliyan. Der Name Tokliyan ist beim Katasteramt registriert. |
| Tuğlu                 | Haciyan                     | Dorf                | Yüksekova  | Hakkâri       | Der Name der Ortschaft Tuğlu bedeutet mit Tuğ. Der ursprüngliche Name Haciyan ist beim Katasteramt registriert. Er ist heute noch gebräuchlich und wurde u. a. auch bei den Volkszählungen von 1975 und 1980 als alternative Bezeichnung verwendet. |
| Tulgalı               | Xirbê Xêlid                 | Dorf                | Midyat     | Mardin        | Der kurdische Ortsname ist eine Variante des arabischen Hirbit al-Chalid. |
| Tunceli               | Dersim, Mamekiye            | Stadt und Provinz   | -          | Tunceli       | Dersim wurde 1935 per Gesetz Nr. 2884 umbenannt. Mameki war der Name einer Ortschaft, die früher an derselben Stelle stand. |
| Türkoğlu              | Kirdoxlî                    | Stadt und Landkreis | Türkoğlu   | Kahramanmaraş | Der türkische Name bedeutet „Sohn des Türken“, der kurdische „Sohn des Kurden“. |
| Turnayolu             | Holik                       | Dorf                | Nazımiye   | Tunceli       | Der ursprüngliche Name lautet Holik. |
| Tutak                 | Dûtax                       | Stadt und Landkreis | Tutak      | Ağrı          | |
| Tuzluca               | Qulp                        | Stadt und Landkreis | Tuzluca    | Iğdır         | Die Umbenennung von Kulp zum heutigen Tuzluca erfolgte nach 1933. |
| Tuzluca               | Yukarı şorik                | Dorf                | Karlıova   | Bingöl        | Şorik ulya (Oberes Şorik) lautete der Ortsname in osmanischer Zeit. Der Name Yukarışorik (ebenfalls Oberes Şorik) ist beim Katasteramt registriert. |
| Üçağıl                | Kozê                        | Dorf                | Midyat     | Mardin        | |
| Üçbasamak             | Zinzin                      | Dorf                | Silvan     | Diyarbakır    | Der kurdische Dorfname lautet Zinzin. Dies ist auch der ursprüngliche Name. Die Umbenennung zu Üçbasamak („Dreistufen“) erfolgte vor 1960. |
| Üçköy                 | Xarabêalê, Xirbê Elî        | Dorf                | Nusaybin   | Mardin        | Üçköy heißt auf Aramäisch ܐܪܟܚ (Arkah). Der kurdische Name ist eine Variante des ursprünglichen Namens Harapali. Der türkische Name Ücköy bedeutet Dreidörfer. |
| Üçerli                | Dêrteyar                    | Dorf                | Savur      | Mardin        | |
| Üçkavak               | Rajdê                       | Dorf                | Savur      | Mardin        | |
| Uğuraçan              | Bêdkare                     | Dorf                | Şemdinli   | Hakkari       | Der ursprüngliche Name Bêtkare ist vermutlich aus der aramäischen Sprache abgeleitet. |
| Uludere               | Qilaban                     | Stadt und Landkreis | Uludere    | Şırnak        | Qilaban ist der ursprüngliche Name der Ortschaft. |
| Uysallı               | Kalender                    | Dorf                | Diyadin    | Ağrı          | Der ursprüngliche Name der Ortschaft Uysallı (uysal bedeutet „nachgiebig“) lautet Kalender. Dieser Name bedeutet auf Kurdisch „bettelarm“ und bezeichnete in der islamischen Welt einen Bettelmönch (arab. Qalandar). Die Umbenennung zu Uysallı erfolgte nach 1967. Das Jahrbuch von 1967 führt das Dorf noch mit dem Namen Kalender auf. Der Name Kalender ist ebenfalls beim Katasteramt registriert. |
| Üzümlü                | Cîmîn                       | Stadt und Landkreis | Üzümlü     | Erzincan      | |
| Uzungeçit             | Derahine                    | Ortschaft           | Uludere    | Şırnak        | |
| Uzunkaya              | Biloka                      | Dorf                | Kızıltepe  | Mardin        | Der ursprüngliche Name der Ortschaft lautet Beloka. Dieser Name ist beim Grundbuchamt registriert. |
| Van                   | Wan                         | Stadt und Provinz   | -          | Van           | |
| Varto                 | Gimgim                      | Stadt und Landkreis | Varto      | Muş           | Gimgim (Gümgüm) ist der ursprüngliche Name der Stadt. |
| Viranşehir            | Wêranşar                    | Stadt und Landkreis | Viranşehir | Şanlıurfa     | |
| Yanıkçukur            | Tendürek                    | Dorf                | Diyadin    | Ağrı          | Der ursprüngliche Name von Yanıkçukur (türk. verbrannte Grube) lautet Tendürek. Dieser Name ist armenischen Ursprungs. Die Umbenennung erfolgte nach 1945. Die Volkszählung von 1945 führt das Dorf noch in der Form Tendürek auf. Der Name Tendürek ist beim Katasteramt registriert. |
| Yavuzeli              | Cîngîve, Çînçîn             | Stadt und Landkreis | Yavuzeli   | Gaziantep     | |
| Yavuztaş              | Tarû, Tarî                  | Dorf                | Yayladere  | Bingöl        | Der ursprüngliche Name lautete Taru. Der Name Taru ist nach wie vor im Grundbuch verzeichnet und wurde auch bei den Volkszählungen 1970 und 1980 als Alternativbezeichnung verwendet. |
| Yayıkağıl             | Kimsor                      | Dorf                | Nazımiye   | Tunceli       | Kimsor ist der ursprüngliche Ortsname. Die örtliche Bevölkerung nennt das Dorf nach wie vor bei seinem alten Namen. Im Dersim-Bericht der Generalkommandantur der türkischen Gendarmerie aus dem Jahre 1932 wird Kimsor als Name aufgeführt. Das Buch berichtet über lokale Überlieferungen zum Ortsnamen. Ursprünglich sei es Kimisorlu genannt worden. Stammesangehörige des Aşiret der Şadılı stellten den Namen in der Form „Kumsor“ demnach im Zusammenhang zum Wort für Kizilbasch („Rotkopf“).„Kum“ ist eine Kopfbedeckung und „sor“ heißt „rot“. Die Umbenennung zur heutigen Bezeichnung erfolgte in den 1960er Jahren. Bei der Volkszählung von 1965 wird Kimsor noch als Alternativbezeichnung aufgeführt. |
| Yaylabağ              | Axdat                       | Dorf                | Yayladere  | Bingöl        | 1928 lautete der Name Ağdad. Dieser Name ist in der Form Ağdat auch im Grundbuch verzeichnet. Die kurdische Namensform ist eine Variante der historischen Bezeichnung. |
| Yayladere             | Xolxol                      | Stadt und Landkreis | Yayladere  | Bingöl        | Xolhol (Holhol) wurde im Jahre 1959 zu Yayladere umbenannt. |
| Yaylapınar (Şemdinli) | Salaran                     | Dorf                | Şemdinli   | Hakkâri       | Der frühere Name des Dorfes lautete Salaran. Dies leitet sich vom kurdischen Wort für Kommandeure ab. |
| Yayvantepe            | Qertmîn                     | Dorf                | Midyat     | Mardin        | |
| Yazgeldi              | Xodig                       | Dorf                | Nazımiye   | Tunceli       | Der frühere Name des Dorfes lautete Hodik. Dieser Name ist armenischen Ursprungs. Die Umbenennung erfolgte im 20. Jahrhundert, zwischen 1928 und 1955. |
| Yazgünü               | Hupus, Xups                 | Dorf                | Kiğı       | Bingöl        | Vor der Umbenennung zum heutigen Namen hieß das Dorf Hupus. Dieser Name ist armenischen Ursprungs und auch im türkischen Grundbuch verzeichnet. |
| Yedikardeş            | Heftêxuhan                  | Dorf                | Kızıltepe  | Mardin        | Der ursprüngliche Name der Ortschaft lautet Haftivahan. Dieser Name ist beim Grundbuchamt registriert. Der ursprüngliche Name bedeutet auf Kurdisch „Siebenschwestern“. Der heutige Name Yedikardeş bedeutet auf Türkisch „Siebengeschwister“. |
| Yedisu                | Çerme                       | Stadt und Landkreis | Yedisu     | Bingöl        | |
| Yemişli               | Hilhil                      | Dorf                | Midyat     | Mardin        | |
| Yeniçadır             | Bozo                        | Dorf                | Diyadin    | Ağrı          | Yeniçadırs (türk. neues Zelt) früherer Name lautete Bozo. Die Umbenennung erfolgte nach 1945. Die Volkszählung von 1945 führt das Dorf noch in der Form Bozo auf. Der Name Bozo ist beim Katasteramt registriert. |
| Yenice                | Xerabya                     | Dorf                | Midyat     | Mardin        | Ehemaliges jesidisches Dorf im Tur Abdin |
| Yeni Halfeti          | Xelfetîya Nu                | Stadt               | Ömerli     | Şanlıurfa     | |
| Yenilmez              | Mixajnê                     | Dorf                | Savur      | Mardin        | |
| Yenişehir             | Bajarê Nû                   | Stadt und Landkreis | Yenişehir  | Diyarbakır    | Beide Namen haben dieselbe Bedeutung „Neue Stadt“. |
| Yeşilalan             | Barman                      | Dorf                | Savur      | Mardin        | |
| Yeşildurak            | Tapu                        | Dorf                | Diyadin    | Ağrı          | Der ursprüngliche Name von Yeşildurak (türk. grüner Halt) lautet Tapu. Die Umbenennung erfolgte nach 1945. Die Volkszählung von 1945 führt das Dorf noch in der Form Tapu auf. Der Name Tapu ist beim Katasteramt registriert. |
| Yeşilli               | Rişmil                      | Stadt und Landkreis | Yeşilli    | Mardin        | |
| Yeşiltaş              | Sıtazın                     | Dorf                | Yüksekova  | Hakkâri       | Yeşiltaş bedeutet grüner Stein. Der Name Şitazin ist beim Katasteramt registriert. |
| Yeşilyurt             | Çirmiktî, Çirmik, Çêrmûg    | Stadt und Landkreis | Yeşilyurt  | Malatya       | Die Ortschaft hieß vor Gründung der Republik Çırmıktı oder Çırmıhtı. Dann erfolgte die Umbenennung zu İsmet Paşa. 1957 erhielt die Ortschaft ihren heutigen Namen, Yeşilyurt – grüne Heimat. |
| Yiğitler              | Kirik                       | Dorf                | Nazımiye   | Tunceli       | Der Name Kirik ist der ursprüngliche Ortsname. In der Volkszählung von 1965 wird Kirik noch als Alternativbezeichnung aufgeführt. |
| Yiğitler              | Sağnis, Saxnîs              | Dorf                | Karlıova   | Bingöl        | Der ursprüngliche Name der Ortschaft ist armenischen Ursprungs und lautet Sağnis. |
| Yıldırım              | Koço                        | Dorf                | Diyadin    | Ağrı          | Der kurdische Name ist beim Katasteramt registriert. |
| Yolaç                 | Sûsa                        | Dorf                | Silvan     | Diyarbakır    | Der kurdische Dorfname lautet Susa. Dies ist auch der ursprüngliche Name. |
| Yolbaşı               | Kefirelab                   | Ortschaft           | Midyat     | Mardin        | |
| Yorgançayır           | Karahamzan                  | Dorf                | Karlıova   | Bingöl        | Der kurdische Name ist der ursprüngliche Name. Er wurde bei früheren Volkszählungen als Alternativbezeichnung verwendet. |
| Yukarıserinyer        | Xajixa Jorîn                | Dorf                | Kiğı       | Bingöl        | Der kurdische Name existiert in verschiedenen Varianten. Die Variante Yukarıgajik ist im Grundbuch verzeichnet. |
| Yukarıyağmurlu        | Yukarı Sevik, Sêvika Jorîn  | Dorf                | Karlıova   | Bingöl        | Der Name Yukarıyağmurlu bedeutes „Oberes Yağmurlu“. Im Osmanischen Reich hieß die Ortschaft Sevik ulya („Oberes Sevik“) |
| Yukarıdoluca          | Yukarı Xarik                | Dorf                | Nazımiye   | Tunceli       | |
| Yüksekova             | Gewer                       | Stadt und Landkreis | Yüksekova  | Hakkari       | Die kurdische Bezeichnung wurde von Basil Nikitin lexikalisch erwähnt. Die Umbenennung von Gever zu Yüksekova erfolgte 1936. |
| Zara                  | Qoçgîr                      | Stadt und Landkreis | Zara       | Sivas         | |
| Zeynelli              | Zenan                       | Dorf                | Yayladere  | Bingöl        | |
| Ziyaret               | Fîs                         | Dorf                | Lice       | Diyarbakır    | |